# Sonny Costanzo
Dominic "Sonny" Costanzo (New York, 7 oktober 1932 - New Haven, 30 december 1993) was een Amerikaanse jazz-trombonist en bigband-leider.
Costanzo werkte in de bands en orkesten van Les en Larry Elgart, Woody Herman, Thad Jones en Mel Lewis, in het septet van Kai Winding en de bigband van Clark Terry. In 1979 richtte hij zijn eigen Sonny Costanzo Big Band op, die speelde in de stijl van Count Basie. Hij begeleidde hiermee Tony Bennett en toerde in het noordoosten van Amerika. In de jaren tachtig was hij ook actief in Tsjecho-Slowakije, hij werkte er samen met de bands van Kamil Hálas en Laco Déczis.

## Discografie (selectie)
- Promises to Keep, Český Rozhlas, 2002
- Splendor in the Brass, MiMo, 1992
- Sonny's on the Money, Stash Records, 1992

- Bibliothèque nationale de France: cb177838107 (data)
- International Standard Name Identifier: 0000 0000 3164 1004
- Library of Congress Control Number: n94037467
- MusicBrainz: c0bad8d8-efbd-4ef2-9825-9fb3482a17bc
- Nationale Bibliotheek van Tsjechië: xx0316011
- Virtual International Authority File: 58305886
- WorldCat: E39PBJghvh6MBYrxpkdHgJWMT3